# Ancistrocerus kitcheneri
Ancistrocerus kitcheneri är en stekelart som först beskrevs av Dusmet 1917.  Ancistrocerus kitcheneri ingår i släktet murargetingar, och familjen Eumenidae. Inga underarter finns listade i Catalogue of Life.